# Oscar Rennebohm
Oscar Rennebohm (Leeds, 25 maggio 1889 – Madison, 15 ottobre 1968) è stato un politico e farmacista statunitense, 32º governatore del Wisconsin dal 1947 al 1951 dopo essere stato vicegovernatore di Walter S. Goodland dal 1943 al 1947.